# Radio Accent
Radio Accent is een lokale radio die uitzendt in de omgeving Wetteren en Gent. De studio is gevestigd in Wetteren, in de oude lokalen van het jeugdhuis in de Bookmolenstraat. Het station zendt uit via de ether, in de omgeving Wetteren bereikbaar via 106,1 FM en in de buurt van Gent op 104,9 FM. Als onderdeel van de radiozender brengt Radio Accent ook lokaal nieuws via de website.
Radio Accent is de voortzetting van Radio Apollo, een vergunde radiozender opgericht op 21 juli 1982. Tijdens de jaren 90 werd een samenwerking met Radio Contact aangegaan. In 2003 werd de vzw overgenomen door Contact NV, Contact Vlaanderen NV en DDB Productions VZW.